# Drużynowe Mistrzostwa Świata Strongman 2007
Drużynowe Mistrzostwa Świata Strongman 2007 – doroczne, drużynowe zawody siłaczy, rozgrywane w zespołach złożonych z czterech zawodników oraz jednego zawodnika rezerwowego, reprezentujących ten sam kraj.
Data: 3–6 sierpnia 2007 r.

Miejsce: Bukowel, Karpaty  Ukraina

## Półfinał
Do finału zakwalifikowały się dwie najlepsze drużyny z każdej grupy.
WYNIKI PÓŁFINAŁU:
Grupa A
| Miejsce | Kraj              | Zawodnicy                                                                                  | Punkty |
| ------- | ----------------- | ------------------------------------------------------------------------------------------ | ------ |
| 1.      | Ukraina           | Kyryło Czuprynin, Wiktor Jurczenko, Wołodymyr Murawlow, Ołeksandr Pekanow, Wasyl Wirastiuk | 36,5   |
| 2.      | Stany Zjednoczone | Tom McClure, Travis Ortmayer, Derek Poundstone, Brian Shaw                                 | 31,5   |
| 3.      | Finlandia         | nieznani                                                                                   | 18     |
| 4.      | Niemcy            | nieznani                                                                                   | 14     |

Grupa B
| Miejsce | Kraj            | Zawodnicy                                                                                   | Punkty |
| ------- | --------------- | ------------------------------------------------------------------------------------------- | ------ |
| 1.      | Litwa           | Antanas Abrutis, Vidas Blekaitis, Saulius Brusokas, Vilius Petrauskas, Žydrūnas Savickas    | 37     |
| 2.      | Rosja           | Władimir Głuszko, Władimir Kaliniczenko, Michaił Koklajew, Aleksandr Kluszew, Igor Pedan    | 28     |
| 3.      | Polska          | Robert Szczepański, Tyberiusz Kowalczyk, Gabriel Kowalski, Andrzej Zieleniecki, Artur Patyk | 21,5   |
| 4.      | Wielka Brytania | nieznani                                                                                    | 13,5   |

## Finał
WYNIKI ZAWODÓW:
| Miejsce | Kraj              | Zawodnicy                                                                                  | Punkty |
| ------- | ----------------- | ------------------------------------------------------------------------------------------ | ------ |
| 1.      | Ukraina           | Kyryło Czuprynin, Wiktor Jurczenko, Wołodymyr Murawlow, Ołeksandr Pekanow, Wasyl Wirastiuk | 20,5   |
| 2.      | Stany Zjednoczone | Tom McClure, Travis Ortmayer, Derek Poundstone, Brian Shaw                                 | 18     |
| 3.      | Rosja             | Władimir Głuszko, Władimir Kaliniczenko, Michaił Koklajew, Aleksandr Kluszew, Igor Pedan   | 16,5   |
| 4.      | Litwa             | Antanas Abrutis, Vidas Blekaitis, Saulius Brusokas, Vilius Petrauskas, Žydrūnas Savickas   | 15     |